# Кудрин, Владимир Сергеевич
Владимир Сергеевич Кудрин (15 (27) июля 1834, Кострома — 2 (15) ноября 1908, Санкт-Петербург) — русский врач, главный медицинский инспектор флота. Лейб-хирург. Действительный тайный советник.

## Биография
Родился 15 (27) июля 1834 года в семье костромского дворянина Сергея Николаевича Кудрина.
Окончил в 1854 году медицинский факультет Императорского Московского университета и в июле был назначен младшим врачом в 31-й флотский экипаж в Севастополе. Был участником обороны Севастополя. В ноябре 1856 года «за отличное и деятельное выполнение своих обязанностей при подании помощи раненым во время обороны Севастополя» награждён орденом Св. Станислава 3-й степени с мечами.
В марте 1857 года переведён младшим судовым врачом на Балтийский флот. В феврале 1873 года был назначен флагманским доктором Балтийского флота. В 1876 году плавал при начальнике отряда судов в греческих водах.
Во время русско-турецкой войны был старшим врачом морских сил на Дунае; был награждён орденом Св. Владимира 3-й степени с мечами. С 1 января 1878 года — действительный статский советник, с 1880 года — почётный лейб-хирург Двора Его Величества.
В 1880 году был назначен флагманским доктором морских сил в Тихом океане. С сентября 1881 года занимал должность флота генерал-штаб-доктора, в 1886 году переименованную в главного медицинского инспектора флота. Его отчеты о плавании на фрегатах: «Александр Невский», «Светлана», «Смелый», корветах: «Варяг», «Медведь» и другие статьи печатались в «Медицинских прибавлениях к Морскому сборнику». Отдельно был отпечатан «Отчет о состоянии здоровья на флоте с 1874 по 1877 г.» (СПб., 1883).
В 1882 году награждён орденом Св. Станислава 1-й степени, в 1883 — орденом Св. Анны 1-й степени.
Под его влиянием «Медицинские прибавления к Mорскому Сборнику» стали выходить регулярно, раз в месяц и в увеличенном до 4-5 листов объёме. С 1881 года и до конца жизни возглавлял Общество морских врачей в Санкт-Петербурге. Был членом суда чести врачей, председателем Главной вспомогательной медицинской кассы, вице-председателем Общества Красного Креста, председателем Русского общества охранения народного здравия, периодически исполнял обязанности председателя Медицинского совета Министерства внутренних дел.
В апреле 1886 года был произведён в тайные советники. Награждён орденами Св. Владимира 2-й степени (1889), Белого орла (1892), знаком отличия за 15 лет беспорочной службы, орденом Св. Александра Невского и бриллиантовыми знаками к нему. В 1898 году за отличие по службе был произведён в действительные тайные советники.
Также имел иностранные ордена: турецкий орден Меджидие 3-й степени (1868), кавалерский крест бразильского ордена Христа (1873), командорский крест греческого ордена Спасителя (1876), турецкий орден Османие 3-й степени (1876), румынский железный крест (1879), японский орден Восходящего солнца 2-й степени (1881). 
С 1887 года по инициативе В. С. Кудрина был введён принцип единоначалия в морских госпиталях. В этом же году он издал «Новое положение о морских лазаретах и госпиталях». В течение нескольких последующих лет под его руководством был переоборудован ряд госпиталей в Петербурге и Кронштадте, а также построены в Либаве, Владивостоке и Порт-Артуре. В. С. Кудрин стал инициатором переоборудования бывших коммерческих пароходов в плавучие госпитали и ввода их в строй. Так в 1900 году первым переоборудованным таким образом стал пароход «Царица». Далее были оборудованы госпитальные суда «Казань», «Ангара», «Монголия», «Кострома» и «Орёл», которые приняли участие в Русско-японской войне.
Умер 2 (15) ноября 1908 года. 

## Семья
Жена — Екатерина Александровна Корнилова (1839—1878), дочь А. П. Корнилова, двоюродная племянница В. А. Корнилова, сестра Алексея А. Корнилова и Александра А. Корнилова. Их сын:
- Сергей Владимирович Кудрин (1866—1914), юрист, председатель окружного суда Санкт-Петербурга; жена С. В. Кудрина — Мария Николаевна Журавская (1876—1940), племянница Д. И. Журавского.
  - Владимир Сергеевич Кудрин (1893—1955), педагог; дети:
    - Сергей Владимирович Кудрин (1919—1997, п. Кубинка, г. Электросталь, Москва; военный, спортивный и гражданский врач),
    - Ольга Владимировна Кудрина (1925—2013, Нижний Новгород; врач);

  - Александр Сергеевич Кудрин (1894—1916), военный, погиб на фронте;
  - Николай Сергеевич Кудрин (1896—1962), военный, правовед, педагог;
  - Константин Сергеевич Кудрин (1898—1919), погиб на эсминце «Константин»;
  - Иван Сергеевич Кудрин (1906—1989, Тверь), профессор, врач.

## Память
Мемориальная доска в Костроме, улица Шагова, д. 3